# Communauté de communes du Réquistanais
Die Communauté de communes du Réquistanais ist ein französischer Gemeindeverband mit der Rechtsform einer Communauté de communes im Département Aveyron in der Region Okzitanien. Sie wurde am 20. März 2000 gegründet und umfasst elf Gemeinden. Der Verwaltungssitz befindet sich im Ort Réquista.

## Historische Entwicklung
Mit Wirkung vom 1. Januar 2016 verließen die Gemeinden La Bastide-Solages, Brasc und Montclar die Communauté de communes Saint Affricain, Roquefort, Sept Vallons und schlossen sich dem hiesigen Verband an.

## Mitgliedsgemeinden
| Gemeinde                               | Einwohner 1. Januar 2022 | Fläche km² | Dichte Einw./km² | Code INSEE | Postleitzahl |
| -------------------------------------- | ------------------------ | ---------- | ---------------- | ---------- | ------------ |
| Auriac-Lagast                          | 229                      | 30,76      | 7                | 12015      | 12120        |
| Brasc                                  | 172                      | 20,14      | 9                | 12035      | 12550        |
| Connac                                 | 101                      | 10,69      | 9                | 12075      | 12170        |
| Durenque                               | 524                      | 33,15      | 16               | 12092      | 12170        |
| La Bastide-Solages                     | 110                      | 7,10       | 15               | 12023      | 12550        |
| La Selve                               | 583                      | 48,27      | 12               | 12267      | 12170        |
| Lédergues                              | 664                      | 36,31      | 18               | 12127      | 12170        |
| Montclar                               | 140                      | 12,80      | 11               | 12149      | 12550        |
| Réquista                               | 1.940                    | 59,32      | 33               | 12197      | 12170        |
| Rullac-Saint-Cirq                      | 342                      | 32,74      | 10               | 12207      | 12120        |
| Saint-Jean-Delnous                     | 382                      | 18,29      | 21               | 12230      | 12170        |
| Communauté de communes du Réquistanais | 5.187                    | 309,57     | 17               | –          | –            |